# Río Pozuzo
Der Río Pozuzo ist ein 95 km langer linker Nebenfluss des Río Palcazú im östlichen Zentral-Peru in den Provinzen Oxapampa (Region Pasco) und Puerto Inca (Region Huánuco).

## Flusslauf
Der Río Pozuzo entsteht 4 km nördlich der Kleinstadt Pozuzo auf einer Höhe von etwa 700 m am Zusammenfluss von Río Santa Cruz (links) und Río Huancabamba (rechts). Der Río Pozuzo fließt anfangs nach Norden. Zwischen den Flusskilometern 85 und 10 verläuft der Fluss innerhalb der Provinz Puerto Inca. Bei Flusskilometer 48, 5 km westlich der Ortschaft Codo del Pozuzo, vollführt der Río Pozuzo einen scharfen Rechtsbogen und fließt anschließend in Richtung Ostsüdost. Später fließt er in überwiegend südöstlicher Richtung durch die vorandine Region. Der Pozuzo trifft schließlich einen Kilometer östlich der Siedlung Puerto Mairo sowie 25 km westsüdwestlich der Stadt Ciudad Constitución auf den von Süden kommenden Río Palcazú, der sich im Anschluss nach Osten wendet.

## Einzugsgebiet
Das ca. 5900 km² große Einzugsgebiet des Río Pozuzo erstreckt sich über die Provinzen Oxapampa (im Süden und Osten), Pachitea (im Westen) sowie Puerto Inca (im Norden). Im Westen bildet die Cordillera Huaguruncho, Teil der peruanischen Zentralkordillere, die Wasserscheide zum Río Huallaga. Weiter südlich liegt das Einzugsgebiet des Río Perené, weiter östlich das des Oberlaufs des Río Palcazú sowie weiter nördlich das des Río Aguaytía.